# Вилађо Мартини (Ријети)
Вилађо Мартини је насеље у Италији у округу Ријети, региону Лацио.
Према процени из 2011. у насељу је живело 28 становника. Насеље се налази на надморској висини од 80 м.